# Phyllodromica amedegnatoi
Phyllodromica amedegnatoi es una especie de cucaracha del género Phyllodromica, familia Ectobiidae. Fue descrita científicamente por Failla & Messina en 1989.
Habita en Argelia.